# Pepe Alva
José Luis Alva-Centurión Dávila (estado de Ohio, 23 de diciembre de 1971) conocido como Pepe Alva es un músico y cantautor peruano.
Su estilo mezcla influencias del rock y pop con géneros tradicionales como el folclor andino y folk estadounidense.
Artista polifacético y fusionista en constante búsqueda de nuevos estilos, ha desarrollado conceptos grupales y navegado en vertientes como el andino contemporáneo, folk rock, afro electrónico y reggae.

## Trayectoria
Pepe Alva nació en la ciudad de Dayton (Ohio),
porque a mediados de los años sesenta sus padres se habían mudado a los Estados Unidos desde el Perú gracias a una beca que la Universidad de Wittenberg le había ofrecido a su padre Carlos Enrique Alva Centurión.
Volvieron al Perú en 1972, unos meses después de que naciera Pepe.
Desde pequeño tuvo una gran inclinación hacia la música inspirado por su padre, con voz de tenor, quien siempre cantaba y tocaba guitarra en reuniones familiares. Formó su primera agrupación, Rat Finks, estando en la escuela secundaria, con compañeros de aula en la ciudad de Trujillo, en el norte del Perú. Tocaban cóvers de Rolling Stones, Beatles y U2, entre otros. Poco después, pasó a formar parte como primera guitarra de una banda de rock llamada Straps, con música original. Hicieron varias presentaciones y giras en el norte del país.
Debido a la delicada situación económica que atravesaba el Perú, Pepe y su familia se mudaron de regreso a Estados Unidos en 1989. Vivieron un año en Cincinnati (Ohio) y al año siguiente (1990) se instalaron en Miami.
Apenas llegaron, Pepe formó parte (como guitarrista) de la orquesta tropical peruana Mixtura. En 1991 se integró como cantante a Urep (Perú, al revés), una banda de rock compuesta por músicos peruanos.
Fueron la primera banda local de rock en español en Miami. Grabaron su único disco, En paz nomás y lograron hacer importantes presentaciones en la ciudad. Una de ellas fue ser teloneros en el concierto debut de Charly García en Miami, en agosto de 1992. Entre los varios oficios que desempeñó en Miami, Pepe trabajó en el programa televisivo Sábado gigante, de Univision TV como músico soporte para muchos artistas como Jorge Gonzales (de Los Prisioneros), Marta Sanchez y Ricky Martin, entre otros.
En 1993, dejó Urep para desarrollar su carrera como solista fusionado y componiendo temas con influencia folk rock andino. Así nace Pepe Alva y Alma Raymi. En 1995 lanza Alma Raymi, álbum EP de 7 canciones que él mismo produjo. Lanza el primer sencillo del disco, «Mi cholita», del cual graba su primer videoclip como solista y entra a MTV, lo consagra como uno de los exponentes más importantes del rock en español en el estado de Florida según revistas especializadas como 
el Miami Herald (el principal periódico de la ciudad),
Éxitos,
Boom Magazine y
el New Times de Miami.
En 1997, tras conquistar la escena local y crear una importante base de seguidores en sus conciertos, Pepe lanza Pa’ mostrarte mi amor, su segundo disco, producido por Carlos Paucar (actual productor de Enrique Iglesias), con canciones como «Pa’ mostrarte mi amor», «Mi llamita» y «Cuando el viento empuja más». El disco captura la atención del productor ejecutivo argentino Oscar López, radicado en México y responsable de éxitos de artistas como Sui Generis, Virus, Miguel Mateos, Alejandro Lerner y Alejandra Guzmán.
En el año 2000, firma con la Warner Music para llevarlo a México y lanzar su primera producción multinacional bajo un sello discográfico con el disco epónimo, Pepe Alva. Este disco cuenta con la producción musical de Didi Gutman y Martin Andruet, y se destacan los éxitos «Comprometida», «Matarina» y «Cada vez».
En México forma una banda con músicos argentinos como el Negro García López (1958-2014, guitarrista de Charly García) y Ariel Cavalieri (bajista de Julieta Venegas) y hace giras por todo México, Centroamérica y Estados Unidos tras colocarse en los primeros lugares en los rankings de radios como Exa FM y videos musicales en canales como HTV, MTV y Ritmo Son Latino.
En el 2003, después de 3 años, da por terminada su relación laboral con la Warner Music debido a desacuerdos creativos entre los ejecutivos de la empresa y el productor. Ese mismo año regresa a vivir a Miami y en el 2004 firma un contrato de autor exclusivo con Universal Music Publishing (el cual actualmente sostiene) para lanzar Demos, su cuarto álbum producido por Pablo de la Loza, el cual lanzará en Perú una vez más con la Warner Music (Wika Discos).
Después de 18 años ausente de su país, y con una lista de experiencias vividas en Estados Unidos y México, Pepe decide mudarse al Perú en 2007 y lanzar Demos, en que realizó algunas giras dentro de su país.
En noviembre de 2008, se va de gira a México para promocionar su disco Demos presentándose en el auditorio de Plaza Loreto junto con una gira de delegaciones en la Ciudad de México, patrocinado por la casa de instrumentos musicales Veercamp.
En 2010 compuso e interpretó el tema «Fuego en sus manos», himno para la selección nacional de Vóley Peruano en el Mundial Japón 2010, dicho tema fue considerado ese año como una canción emblemática para el Perú y fue difundida durante la transmisión de los partidos en el mundial y entrenamientos de la selección.
Durante el 2011, lanza el videoclip del tema «Aquí en la nube», dirigido por Juan Carlos Estabridis, donde participaron los actores Juan Manuel Ochoa y Santiago Magill quien además de interpretar a un ángel que motiva al cantautor a seguir los designios de su corazón, colaboró en la dirección escénica.

En el trayecto se anima a probar con los sonidos autóctonos de su tierra de manera más profunda, así escribe «Pechito corazón», canción que daría vida a una nueva etapa de investigación y aprendizaje de sus raíces ancestrales y que lo lleva a conocer a William Luna y Max Castro, grandes exponentes de la música andina peruana. La química entre ellos es innegable y deciden en el 2012 formar la agrupación Kuska Perú, la que se convierte en un éxito rotundo con el disco Ciudad de Piedra, llevándolos a hacer muchas giras dentro y fuera del país.
Continuando con su experiencia andina, en el 2013, lanza Caminarás, disco de dúos con otros renombrados artistas de música andina.
En 2014 y 2015 escribe y produce Pepe Alva y Amigos del Ande, dos conciertos masivos televisados a nivel nacional por la cadena peruana TVPerú, de donde salen dos DVD y dos álbumes en vivo desde el Parque de la Exposición de Lima.
En 2015 siguiendo su inquieta y eterna curiosidad de explorar, forma la banda de reggae Pelucas Reggae Band, junto a Lucas Torres, con el que graban el disco Live desde Huanchaco, para luego seguir en su búsqueda de la fusión cultural al desarrollar un proyecto de música afroperuana con sonidos electrónicos llamado Afroloop junto a los productores y compositores Javier Lazo y Amadeo Gaviria, y lanzan el disco titulado Jarana rave en 2016.
Ese mismo año, Pepe recibe un diploma de honor otorgado por el Congreso de la República del Perú en reconocimiento de su trayectoria artística y aporte en la música andina contemporánea de su país.
En el 2016 junto a Afroloop se presenta en el Museo de Arte de Lima en donde lanzan su primer DVD titulado "En vivo desde el Mali" presentando éxitos de la música afro peruana de artistas como Chabuca Granda, Victoria Santa Cruz, Pepe Villalobos, entre otros.

El 23 de agosto de ese mismo año compartió escenario junto a Pedro Guerra presentándose en el Teatro Pirandello en el marco de la gira promocional del cantautor español y lanzan "Mujer que no tendré" a dueto.
En 2017 lanza un disco compilatorio de sus éxitos desde 1994 hasta 2017.
En octubre de ese mismo año, realiza su gira Italia 2017 junto a Max Castro, presentándose en diversas ciudades como Turín, Roma, Florencia y Milán.
En diciembre de ese mismo año, se presentó en la Feria Internacional de la Música (en Buenos Aires), donde fue como delegado de la Marca Perú en el Teatro Monteviejo y tuvo como invitado a Nito Mestre, con quien cantó a dúo.
El autor ya había empezado a componer y preproducir lo que sería un álbum de regreso a las tablas del folk rock.
En el 2018, la Teletón decide utilizar su tema Demos como símbolo y canción oficial de la apertura donde canta junto a otros renombrados artistas en simultáneo para siete canales a nivel nacional. En el mes de marzo es nombrado “embajador de la marca Trujillo” por la Cámara de Comercio del Perú.
El 27 de julio del mismo año se presentó como artista principal en el estelar de la Serenata por 197.º Aniversario Patrio de la ciudad de Trujillo.
Ese mismo año vuelve a sus raíces de folk rock: de la mano de Sony Music Perú presenta su disco Distinto viaje,
producido por Carlos Otero y del cual se lanzan los videos oficiales «Tu nombre en el sol» y «Por abrazarte».
En el 2019 Pepe sigue promocionando su última producción discográfica Distinto viaje y lanza tres videoclips oficiales y un lyric video, Constelación, el cual dedica a la ciudad imperial del Cusco, «Asiriyari», tema dedicado sus hijas gemelas; y “Distinto Viaje” tema que da título al disco y el cual filma en una de sus giras por Italia, lanza el lyric video de la canción «Necesito», tema que canta junto a Nito Mestre, también se retransmitió por TV Perú la presentación de Pepe Alva y Amigos del Ande en noches de espectáculo, abrió el primer concierto de David Lebón, compositor, guitarrista y multiinstrumentista del rock argentino en su gira Lebón & Co.
Su tema «Comprometida» estuvo dentro del marco de canciones en la inauguración de los Juegos Panamericanos 2019 realizado el 23 de agosto en el Estadio Nacional, el cual fue cubierto y televisado por diversos medios a nivel internacional, en noviembre después de dos años se reencuentra con su grupo Kuska Perú que conforma junto a William Luna y Max Castro y se presentan en la Estación de Barranco en única fecha cantando sus mejores éxitos y por consiguiente cierra el año 2019 en una presentación especial de Navidad en Barranco Lima con otro de sus grupos Afroloop (Afro electrónica) quienes están vigentes a la fecha.

## Discografía
Álbumes

### Alma Raymi(1995)
1. Mi cholita
2. Amanecer
3. Ser positivo
4. Cinco años nuevos
5. Tanto llanto
6. Cuando el viento empuja más
7. Mi cholita (versión larga)

### Pa’ mostrarte mi amor(1997)
1. Pa’ mostrarte mi amor
2. Mi cholita
3. Todo al agua
4. Víctima de conciencia
5. Cuando el viento empuja más
6. Ser positivo
7. Mi llamita
8. Asilo en el cielo
9. No sé qué decir
10. Tanto llanto

### Pepe Alva(2001)
1. Cholita
2. Comprometida
3. Adoro yo
4. Pa’ mostrarte mi amor
5. 11 Años
6. Matarina
7. Mi luz del corazón
8. Cada vez
9. Todas las sombras
10. Lugarcito
11. Mi linda flor

### Demos(2007)
1. Demos
2. A su merced
3. Soy el culpable
4. Aquí en la nube
5. Abre, María
6. Acostumbrado
7. A querer
8. Ajeno
9. Perdona
10. Huellas
11. El camino de los dos
12. Yo no soy
13. Dame una señal
14. Valle
15. El cóndor pasa (If I could)

### Ciudad de piedra(con Kuska Perú 2012)
1. Ciudad de piedra
2. Pechito corazón
3. Valle
4. Caminaras
5. Linda morena
6. Buscando un sueño
7. Quien me roba tus besos
8. Cajamarquina linda
9. Vienes y te vas

### Caminarás(2013)
1. Cuando el viento empuja más
2. Pechito corazón
3. Arbolito
4. Mi saya caporal
5. Vuelve a mí
6. Luz del corazón
7. Dame una señal
8. Caminarás
9. Nina Samy
10. Solo voy
11. Hábito

### Jarana rave(Afroloop 2016)
1. El surco
2. No me cumbe
3. Comadre Cocoliche (de Pepe Villalobos Cavero)
4. Raíces del festejo
5. A la molina
6. Toro mata
7. Caramelo
8. Mueve tu cucu (de Pepe Villalobos Cavero)
9. Panalivio
10. Valentina

### Éxitos 1994-2017(2017)
1. Comprometida
2. Matarina
3. Cada vez
4. Adoro yo
5. Pa’ mostrarte
6. Mi cholita
7. Demos
8. Aquí en la nube
9. Huellas
10. Acostumbrado
11. Valle
12. Pechito corazón

### Distinto viaje(2018)
1. Distinto viaje
2. Natural
3. Tu nombre en el sol
4. Constelación
5. No estaremos solos
6. Motivos
7. Necesito
8. Asiriyari
9. No alejes
10. Nada es comparable
11. Por abrazarte
12. Eco de tu piel
13. Ayamalé

Álbumes en vivo

### Live inHuanchaco(Pelucas Reggae Band 2014)
1. Buen marinero
2. Huanchaco
3. Antonia
4. Pupilas lejanas
5. Billioner
6. Si el amor se cae
7. Zaña
8. Junto al sol
9. So in love
10. Locos invencibles

### Pepe Alva y Amigos del Ande, 2.ª edición(2015)
1. Comprometida
2. Habito
3. Saya caporal
4. Solo voy
5. Adiós, pueblo de Ayacucho
6. Vuelve a mí
7. A su merced
8. Ciudad de piedra
9. Pechito corazón
10. Arbolito
11. Maicito
12. Matarina

## Filmografía
| Televisión | Televisión                        | Televisión | Televisión                                                                             |
| Año        | Título                            | Rol        | Notas                                                                                  |
| ---------- | --------------------------------- | ---------- | -------------------------------------------------------------------------------------- |
| 2015-2016  | Imagen de la música por TVPERU    | Conductor  | Programa semanal de entrevistas y conciertos en vivo                                   |
| 2019       | Noches de espectáculos por TVPERU | El mismo   | Programa televisado a nivel nacional presentando su show "Pepe Alva y Amigos del Ande" |

## Premios y nominaciones

### Concurso Nacional Domeq de bandas latinas en Estados Unidos
| Año  | Trabajo nominado | Categoría                      | Resultado |
| ---- | ---------------- | ------------------------------ | --------- |
| 1996 | El mismo         | Mejor banda de rock en español | Ganador   |

### Independent Music Awards
| Año  | Trabajo nominado | Categoría  | Resultado |
| ---- | ---------------- | ---------- | --------- |
| 2008 | A querer         | Song-Latin | Nominado  |

## Reconocimientos
- 2000 Best Latin Rock Band by The Miami New Times.[41]

- 2016 Diploma de Honor por el Congreso de la República del Perú por su aporte en la fusion musical andina contemporánea.[22]

- 2018 Nombrado “Embajador de la Marca Trujillo” por la Cámara de Comercio del Perú.[42]

- 2019 Nombrado “ Asesor Cultural del CIDH “ Consejo Internacional de Derechos Humanos” por la secretaría de gobernación del gobierno de México.